# Sericopelma rubronitens
Sericopelma rubronitens é uma espécie de aranha pertencente à família Theraphosidae (tarântulas).